# Испанцы во Франции
Испанцы во Франции — выходцы из Испании, проживающие во Франции, и их потомки. Это могут быть французские граждане, иммигранты или экспатрианты без гражданства.
Иммиграция испанцев во Францию началась с древних времен, и во Французской Республике находится вторая по величине испанская община за пределами Испании. Прибывших испанцев в основном привлекали лучшие условия труда и заработная плата. На характере миграции сказались также конфликты и вооруженные столкновения в Испании, которые побудили испанцев эмигрировать во Францию (в основном во времена режима Франко). По данным переписи 2021 года в Испании, 279 988 человек проживают во Французской Республике.

## История
Испанская иммиграция заметно началась в конце XIX века и в основном касалась регионов, близких к Испании, Юго-запада и Юга, где испанцы работали в сельском хозяйстве и промышленности. Другие, в гораздо меньшем количестве, оседают в городских центрах. Их число резко увеличилось во время Первой мировой войны: со 106 000 испанцев в 1911 году до 255 000 в 1921 году. Некоторые работали на оружейных заводах и уехали после окончания конфликта, во время которого Мадрид оставался нейтральным, но рост цен заставил рабочих вернуться во Францию и поселиться там со своими семьями.
Их число продолжало расти в 1920-х годах, до такой степени, что испанцы стали третьей иностранной диаспорой во Франции. Большинство из 322 тыс. испанцев (1926) до сих пор проживают на юге страны и являются выходцами из приграничных районов. Многие работали поденщиками, некоторые скопили достаточно, чтобы стать домовладельцами. Другие были заняты в промышленности, на юго-востоке или в Парижском регионе (район Сен-Дени), занимаясь скорее неквалифицированными ремеслами.
Иммиграционные ограничения последовали за кризисом 1929 года, а провозглашение Второй Испанской республики подтолкнуло многих иммигрантов к репатриации. Из 352 000 испанцев в 1931 году во Франции было только 254 000 в 1936 году. Те, кто остался,  подали заявку на натурализацию, в то время как количество смешанных браков увеличилось. Гражданская Война в Испании и Вторая мировая война помогли ослабить связи со страной их происхождения. Они переживали профессиональный подъем, как для мужчин в промышленности, так и для женщин в третичном секторе.
После 1945 года, когда продолжалась политическая иммиграция (противников режима Франко), резко возросла экономическая иммиграция, особенно в связи с созданием Испанского института эмиграции (IEE) в 1956 году. В 1968 году во Франции было 607 000 испанцев, что сделало ее первой диаспорой. С помощью восстановленных миграционных сетей они сначала поселились на тех же территориях, что и в межвоенный период, занимаясь низкоквалифицированным трудом и находя жилье в условиях, которые вначале часто были ненадежными. С середины 1970-х доступ к социальному жилью им становится легче, и некоторым в строительном секторе удается построить дом. Десятая часть иммиграции является официальной, организованной IEE и компаниями, и в основном касается иммигрантов с запада или юга Испании, без связи с ранее существовавшими иммиграционными потоками.
Во Франции в «Славное тридцатилетие», когда фабрикам требовалось много рабочей силы, места, где они селились, постепенно менялись, перемещаясь с юга в район Парижа или другие промышленные города для мужчин, в то время как многие женщины приезжали работать только в качестве прислуги, особенно в Париже и Нёйи-сюр-Сен. Однако те, кто поддерживают отношения с Испанией, сохраняют идею вернуться на родину. Имея более высокие доходы, чем предыдущее поколение, испанцы во Франции могут на этот раз вернуться в свою страну во время летних каникул, иногда покупая там дом. Этим отъездам способствовало падение диктатуры в 1977 году, а во Франции - экономический кризис и учреждение помощи по возвращению. Другие предпочитают остаться во Франции.
В Париже важные места в истории диаспоры включают церковь Непорочного Сердца Марии (16-й округ), штаб-квартиру католической миссии, часто посещаемую экономическими мигрантами, улицу Виньоль (20-й округ) и книжный магазин Антонио Сориано на Рю-де-Сен,72 (6-й округ), где встречаются республиканские политические и культурные изгнанники, а также Институт испанских исследований в Сорбонне на Рю-Гей-Люссак, 31 (тот же округ) и Иберо-американский Атеней Парижа, который располагается в Общественном музее (7-й округ). Посольство Испании находится на авеню Марсо, 22 (16-й округ).

## Демография
Перепись 2012 года зафиксировала 198 182 человека испанского происхождения.
| Год  | Родившиеся в Испании | Другие данные   | Иностранцы | Мигранты | Приток |
| ---- | -------------------- | --------------- | ---------- | -------- | ------ |
| 1999 | 144,039              | 160,000         |            |          |        |
| 2005 | 307,012              |                 |            |          |        |
| 2006 | 300,019              |                 |            |          |        |
| 2007 | 295,860              | 262,000 131,000 |            |          |        |
| 2008 | 290,285              | 257,000         |            |          |        |
| 2009 |                      | 179.678         |            |          |        |
| 2010 |                      | 183,277         |            |          |        |
| 2011 |                      | 189,909         | 129,087    | 245,013  |        |
| 2012 |                      | 198,182         |            |          | 5,687  |
| 2013 |                      | 206,589         |            |          |        |
| 2014 |                      | 215,183         |            |          |        |
| 2015 |                      | 223,636         |            |          |        |
| 2016 |                      | 232,693         |            |          |        |
| 2017 |                      | 243,582         |            |          |        |
| 2018 |                      | 253,036         |            |          |        |
| 2020 |                      | 273,290         |            |          |        |
| 2021 |                      | 279,988         |            |          |        |

## В популярной культуре

### Кинематограф
- Долгий путь Надежды (фр. Le long voyage d'Esperanza) (1970), документальной фильм Клода Суэф, ORTF.
- Испанки в Париже (исп. Españolas en París) (1971), фильм Роберто Бодегаса.
- Женщины на 6-м этаже (фр. Les Femmes du 6е étage) (2011), фильм Филиппа Лё-Гуэ.

### Статьи
- Andrée Bachoud et Genevieve Dreyfus-Armand, « Des Espagnols aussi divers que nombreux, Paris 1945-1975 », in Antoine Marès et Pierre Milza : Le Paris des étrangers depuis 1945, Paris, éditions de la Sorbonne, 1995, p. 55-76.
- Guy Hermet, Les Espagnols en France. Immigration et culture, Paris, Éditions ouvrières, 1967.
- Karl Kohut, Escribir en Paris, Francfort, Barcelone, Verlag Klaus Dieter Vervuert et Hogar del Libro, 1983.
- Georges Mauco, Les étrangers en France. Leur rôle dans l’activité économique, Paris, Armand Colin, 1932.
- Jaime Muñoz Anatol, La familia española en Francia, Madrid, Consejo superior de Investigaciones científicas, 1972.
- Laura Oso Casas, Españolas en París. Estrategias de ahorro y de consumo en las migraciones internacionales, Barcelone, éd. Bellaterra, 2004.
- Javier Rubio, La emigración española a Francia, Barcelone, Ariel, 1974.
- Javier Rubio, La emigración de la guerra civil de 1936-1939. Historia del éxodo que se produce con el fin de la II⋅10{{{1}}} República española, Madrid, éd. San Martin, 3 vol., 1977.
- Antonio Soriano, Exodos. Historia oral del exilio republicano en Francia, 1939-1945, Barcelone, éd. Crítica, 1989, 252 p.
- Isabelle Taboada-Leonetti, en collaboration avec Michèle Guillon, Les immigrés des beaux quartiers. La communauté espagnole dans le Шаблон:XVIe, Paris, CIEMI-L'Harmattan, 1987 (présentation).

### Научно-исследовательские работы
- Alicia Alted Vigil, « La Cruz Roja republicana española en Francia, 1945-1986 », Historia contemporánea, 1991, n° 6, pp. 223–249.
- José Babiano, « Emigración, identidad y vida asociativa : los españoles en la Francia de los años sesenta », Hispania, vol. LXI1/2, n° 211, mai-août 2002.
- Geneviève Dreyfus-Armand, « De la sauvegarde de l’identité à l’ouverture : les cultures de l’exil espagnol en France, 1939-1975 », communication au colloque Elites intelectuales y cultura de masas en la formación de la identidad europea, Madrid, 11-13 juin 1992.
- Hector Gutierez, « Les femmes espagnoles émigrées en France », in Population n° 39, 1984.
- Bruno Tur, « Vie de couple et stratégies professionnelles des Espagnoles à Paris », Hommes et Migrations, n°1262, juillet-août 2006, p. 31-38.

### Диссертации и тезисы
- Maria José Fernandez Vicente, Émigrer sous Franco. Politiques publiques et stratégies individuelles dans l'émigration espagnole vers l'Argentine et vers la France (1945-1965), thèse d'histoire, université Paris VII, 2004.
- Laura Oso Casas, Domestiques, concierges et prostituées. Migration et mobilité sociale des femmes immigrées espagnoles à Paris, équatoriennes et colombiennes en Espagne, thèse de doctorat en sociologie, université Paris 1 Panthéon-Sorbonne, 2002.
- Marc Pujals i Lladó, « Les « années 68 » de l’immigration espagnole en France Chemins de politisation à l’aune de l’expérience migratoire (1961-1973) », mémoire de master en histoire, université Paris 1 Panthéon-Sorbonne, 2020.
- Bruno Tur, De Valence à Paris : itinéraires des "bonnes" espagnoles (1940-1974), maîtrise d'histoire, université Paris VII, 2003.